# Jan Kryčer
Jan Kryčer (* 16. listopadu 1955 Praha) je český politik, v 90. letech 20. století poslanec České národní rady a Poslanecké sněmovny za Hnutí za samosprávnou demokracii – Společnost pro Moravu a Slezsko, později za Českomoravskou unii středu a předseda těchto moravistických formací. Od února 2004 působí jako předseda hnutí SOM.

## Biografie
Po maturitě na brněnském Gymnáziu Křenová absolvoval v letech 1974 až 1978 Právnickou fakultu tehdejší UJEP. Zaměstnán byl mj. ve výrobním družstvu Chemoplast a Svaz českých a moravských bytových družstev.
Ve volbách v roce 1990 byl zvolen do České národní rady za HSD-SMS. Když v květnu 1991 náhle zemřel předák HSD-SMS Boleslav Bárta, stal se Kryčer jeho nástupcem. Pokusil se o redefinici tohoto politického subjektu směrem k centristické straně liberálně sociálního charakteru a proměnit ji na formaci, která by mohla uspět i mimo historické území Moravy a Slezska. Už v srpnu 1991 ale proti němu v HSD-SMS vyvstala opozice, která jej obvinila z toho, že se příliš orientuje na spolupráci s premiérem Petrem Pithartem a opomíjí důsledné prosazování otázky postavení Moravy. Před volbami v roce 1992 se nicméně Kryčerovi podařilo rozšířit záběr svého hnutí a vyjednal na kandidátce HSD-SMS místa i pro některé politiky jiných stran (Moravská národní strana, Demokratická strana práce a Hnutí za rovnoprávné postavení žen v Čechách a na Moravě).
Mandát v ČNR ve volbách v roce 1992 obhájil (volební obvod Jihomoravský kraj). Zasedal v zahraničním výboru. Od vzniku samostatné České republiky v lednu 1993 byla ČNR transformována na Poslaneckou sněmovnu Parlamentu České republiky. V ní setrval do konce funkčního období, tedy do voleb v roce 1996.
V lednu 1993 obhájil post předsedy HSD-SMS (strana byla přejmenována na Hnutí za samosprávnou demokracii Moravy a Slezska – HSDMS). Roku 1994 pak prosadil transformaci tohoto subjektu na Českomoravskou stranu středu (ČMSS), která byla definována jako středová strana s těžištěm na Moravě. Proti takovémuto posunu ale protestovala část členstva a stranu následně opustila. V červnu 1994 nicméně Kryčer znovu obhájil funkci předsedy. V únoru 1995 pak byla ČMSS začleněna do střechové koalice Českomoravská unie středu (ČMUS), do níž kromě ČMSS vstoupili i někteří politici Liberálně sociální unie a Liberální strany národně sociální. V únoru 1995 byl Kryčer nahrazen v čele ČMUS Janem Jeglou. Ve straně se ovšem nadále angažoval. V únoru 1996 se tato dosud volná aliance proměnila na samostatný politický subjekt Českomoravská unie středu. V sněmovních volbách roku 1996 ovšem ČMUS neuspěla. Kryčer se v senátních volbách na podzim 1996 neúspěšně snažil o průnik do horní komory českého parlamentu za senátní obvod č. 54 – Znojmo jako nestraník. Získal ale jen 4 % hlasů a nepostoupil do 2. kola. Pro 2. kolo podpořil kandidátku ODS (Drahoslava Šindelářová), zatímco ale jeho volební tým vyslovil podporu kandidátovi KDU-ČSL (Milan Špaček). Už v době voleb do Senátu nebyl členem ČMUS. V září 1997 oznámil, že vstoupil do ČSSD a stal se členem její místní organizace Brno-střed. Profesně tehdy působil jako podnikatel v oboru ekonomického poradenství. Ivan Dřímal (Moravská demokratická strana) komentoval zprávu o Kryčerově přestupu k sociálním demokratům jako pozitivní, protože Kryčer podle něj byl spojen s úpadkem moravských politických stran.
V krajských volbách roku 2000 Kryčer kandidoval jako lídr kandidátky hnutí Nestraníci pro Moravu. Získal pak mandát v Zastupitelstvu Jihomoravského kraje. Zde setrval do voleb roku 2004. V letech 2005–2006 se angažoval jako člen petičního výboru proti rušení osmiletých gymnázií v Brně.
Působil rovněž na komunální úrovni. V komunálních volbách roku 1998 byl zvolen do zastupitelstva města Brno jako bezpartijní (na kandidátce formace Hnutí za prosperitu Brna) a mandát se zde neúspěšně snažil obhájit i komunálních volbách roku 2002. Neúspěšně kandidoval i v komunálních volbách roku 2006, nyní coby předseda hnutí Sdružení nestraníků. Profesně je zmiňován coby právník. Analogicky byl v komunálních volbách roku 1998 zvolen i do zastupitelstva městské části Brno-střed a neúspěšně sem kandidoval ve volbách roku 2002 a 2006.
Od února 2004 je předsedou hnutí SOM.